# Erwin Rehmann
Erwin Rehmann (* 27. November 1921 in Laufenburg; † 11. Dezember 2020 ebenda) war ein Schweizer Bildhauer.
Rehmanns «Familienform in Stein» 1957 gilt als die erste abstrakte Bildhauerei, die im Kanton Aargau öffentlich platziert wurde. Sein 7 Jahrzehnte umspannendes Œuvre vollzieht den Übergang zwischen der klassischen, figurativen Kunst in die Abstraktion und prägte die moderne Schweizer Bildhauerei. In seiner Arbeit widmete sich Rehmann existenziellen, kosmologischen und spirituellen Themen.

## Biografie und Werk

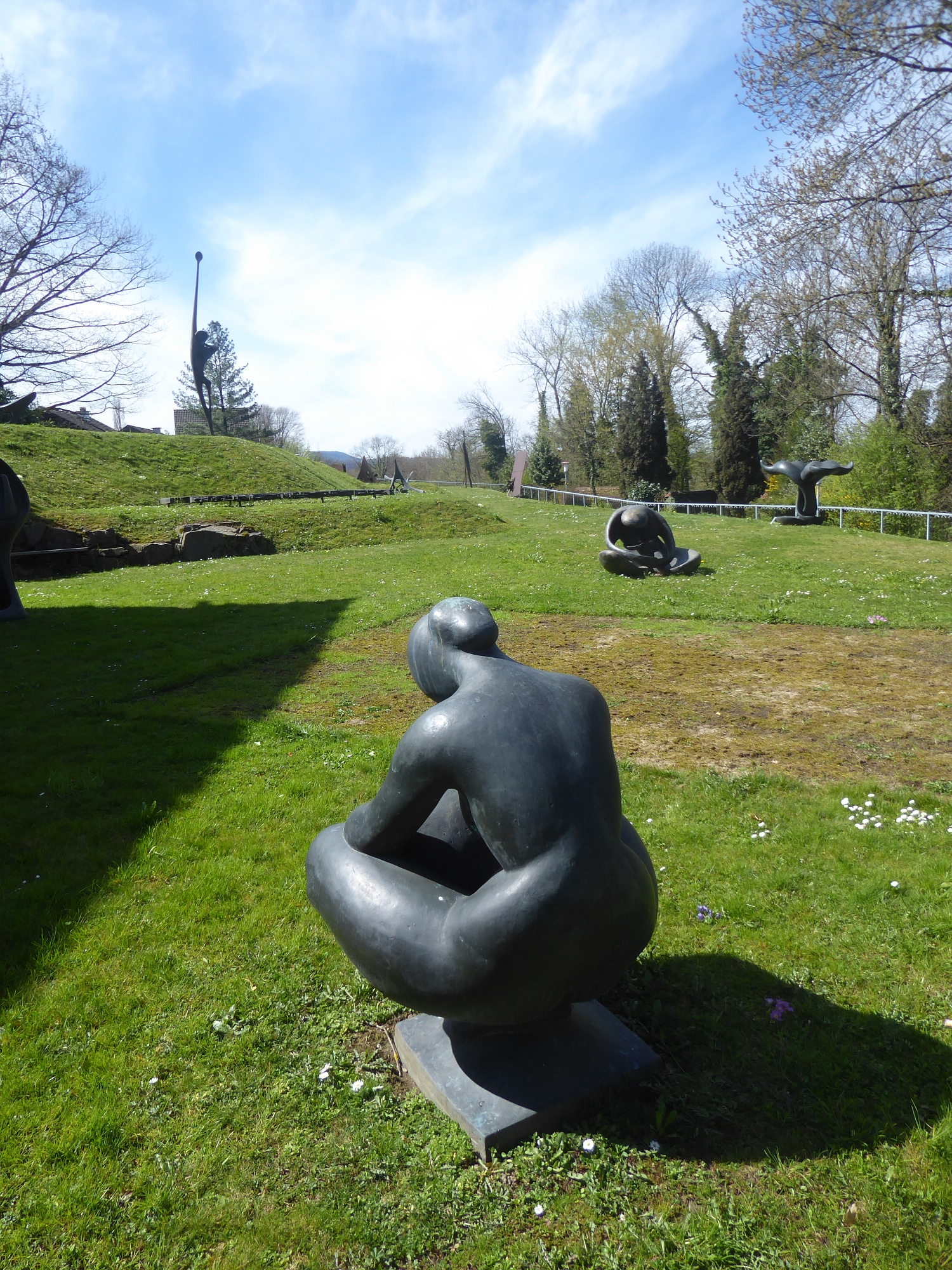
Rehmann Museum in Laufenburg

Erwin Rehmann wurde am 27. November 1921 als viertes von vier Kindern von Agatha und Rudolf Rehmann in Laufenburg/Schweiz geboren. Bereits in Kindheitsjahren entwickelte er eine Affinität für Handwerk und Material. Beides lehrte ihm sein Vater, der Feinmechaniker im Kraftwerk Laufenburg war. Von seiner Mutter erhielt er seine christliche Verankerung, welche ihn in seinem späteren Lebenslauf begleitete.
Rehmann erhielt seine Schulbildung in Laufenburg und im Lehrerseminar Wettingen. Während dieser Zeit wurde es ihm erlaubt, sich an der Zürcher Kunstgewerbeschule einzuschreiben. Dort begann er erstmals akademisch figurative Plastiken zu fertigen, unter anderem bei Hedwig Braus, der Frau des Bildhauers Hermann Haller, einem Vorbild Rehmanns.
Anschliessend studierte er zunächst einige Semester Germanistik und Geschichte an der Universität Zürich und der Universität Basel. Nach dem Zweiten Weltkrieg besuchte er Bildhauerkurse an der École nationale supérieure des beaux-arts de Paris. Nach anfänglichem impressionistischem Arbeiten bewegte er sich in Richtung Expressionismus. Ab 1948 erlernte Rehmann die klassische figurative Bildhauerei unter Eduard Spörri. Diese Lehre gab Rehmann die technische Basis, um Proportionen und Anatomie der Menschlichen Figur wiedergeben zu können. Er erlernte die typischen Gusstechniken, um modellierte Figuren in andere Werkstoffe wie Gips, Wachs und Bronze zu überführen.
Ein entscheidendes Schlüsselerlebnis lieferte eine Büste von Wilhelm Lehmbruck, welche Rehmann dazu inspirierte, erste abstrakte Werke zu schaffen. Dies führte zu einer freundschaftlichen Trennung von Lehrmeister Spörri. Ab diesem Zeitpunkt entwickelte Rehmann seinen künstlerischen Prozess autonom weiter. Rehmanns Bildhauerei zeichnet sich ab 1950 durch ihre Abstraktion aus. Es kam zu ersten Verkäufen, während sich Rehmann seinen Unterhalt bis 1956 durch den Kunstunterricht finanzierte.
Zunehmend reduzierte Rehmann die Formen seiner Figuren, bis schliesslich kein figurativer Ursprung mehr sichtbar war. 1956 entdeckte Rehmann Eisen als künstlerisches Medium, welches er bis in die 1960er Jahre erkundete. Ab 1963 begann Rehmann, mit Materialien wie Aluminium, Bronze und Beton zu experimentieren und schuf Plastiken, die aus einer Kombination verschiedener Materialien bestand.
1967 entwickelte Erwin Rehmann eine gänzlich neue Technik, welche er als «Schnittplastik» bezeichnete. Dabei schweisste er zunächst Bronzestangen zu einem abstrakten Ganzen zusammen, um sie danach in Tranchen zu sägen. Zwei Jahre später, 1969, begann er, das flüssige Metall im Gussprozess zu befreien, wobei er mit Legierungen experimentierte und diese in feuchten Sandformen frei fliessen liess. Von diesem Zeitpunkt an zeichnete sich Erwin Rehmanns Werk durch diesen expressiven und freien Umgang mit Material aus, wobei er ungegenständlich arbeitete.
Nach Ausstellungen seiner Werke in der Schweiz, wie dem Kunstmuseum Luzern und Aargauer Kunsthaus, wurden seine Werke im europäischen Raum, zum Beispiel an der Biennale di Venezia, in der Galleria civica d’arte moderna e contemporanea in Turin, im Musée Rodin in Paris und in Wien gezeigt. Erfolge in Übersee, wie San Francisco und New York und Ausstellungen im asiatischen Raum folgten.
Im Zuge des Wirtschaftsbooms der 70er Jahre erhielt Rehmann zahlreiche Aufträge, aus denen häufig Werke im öffentlichen Raum entstanden. Dies erlaubt ihm, stets unabhängig als Künstler arbeiten zu können. So schuf Rehmann in dieser Zeit eine Vielzahl öffentlich zugänglicher Brunnenskulpturen.
Das restliche Œuvre Rehmanns zeichnete sich durch seine stete Innovationskraft aus. In stetiger Reflexion beschäftigte sich der Künstler mit dem Ausdruckspotenzial diverser Materialien. Neben mineralischen Legierungen tauchen Keramik, Acrylglas und Plastik in seinen Arbeiten auf.
Rehmann war zwei Mal verheiratet: Margrit Rehmann (geb. Hüsser) starb 1963 an Leukämie. 1966 heiratete er Astrid Zumsteg (geb. Melzer). Er lebte und arbeitete in seinem Atelierhaus im schweizerischen Laufenburg.
Die letzten zwei Jahre seines Lebens verbrachte er im Altersheim Klostermatte, von wo aus er sich aber weiterhin seiner Kunst widmete. Am 11. Dezember 2020 starb er im Alter von 99 Jahren.

## Ausstellungen
Rehmanns erste Ausstellung in der Schweiz fand im Kunstmuseum Luzern 1953 statt und wurde durch Adolph Reinle kuratiert. Danach erschienen seine Werke im europäischen Raum, so zum Beispiel an der Biennale di Venezia 1956, in der Galleria civica d’arte moderna e contemporanea in Turin, im Musée Rodin in Paris und in Wien. 1972 fand Rehmanns erste Retrospektive im Aargauer Kunsthaus statt. Es folgten zwei weitere: 1981 und 1996. 1978 nimmt das Centre Pompidou Paris Rehmanns «Aufgesägten Bronzeleib XII/1969» in seine permanente Sammlung auf. 1981 nahm Erwin Rehmann an der internationalen Skulpturausstellung in San Francisco/Oakland teil, was zu einem Ankauf seiner «Zweiteiligen bronzene Raumguss-Wand IV/1981» durch die University of Arizona Museum of Art, unterstützt durch Walter Franke, führte.
Seit 2001 werden Rehmanns Werke im Rehmann-Museum in Laufenburg gemeinsam mit den Werken weiterer Künstler ausgestellt.

## Auszeichnungen
- 1965: Diplôme et Médaille d'Argent, Conseil Européen d'Art et Esthétique an der Ausstellung Les Arts en Europe in Brüssel.
- 1966: Hans Arp-Preis Biel.
- 1976: Kunstpreis des Kantons Aargau.
- 1976: Ehrenbürgerschaft der Stadt Laufenburg.
- 1978: Silbermedaille "die schönsten Bücher der Welt", Israel-Museum Jerusalem. Quelle:[9][10]